# Shrinking
Shrinking är en amerikansk komediserie från 2023 som hade premiär på strömningstjänsten Apple TV+ den 27 januari 2023. Serien är skapad av Brett Goldstein, Bill Lawrence och Jason Segel samt regisserad av James Ponsoldt och Ry Russo-Young. Första säsongen består av 10 avsnitt. Andra säsongen hade premiär 16 oktober 2024 och serien fick genast kontrakt på en tredje säsong.

## Handling
En terapeut i sorg, efter att ha förlorat sin fru, kämpar med att vara pappa, vän och terapeut på en och samma gång. Som lösning börjar han ofiltrerat säga exakt vad han tycker och känner till sina patienter, utan att tänka på vare sin utbildning eller vad vilka konsekvenser kan bli.

## Rollista (i urval)

### Huvudroller
- Jason Segel – Jimmy Laird
- Jessica Williams – Gaby
- Luke Tennie – Sean
- Michael Urie – Brian
- Lukita Maxwell – Alice
- Christa Miller – Liz
- Harrison Ford – Dr. Paul Rhodes

### Övriga roller
- Ted McGinley – Derek
- Heidi Gardner – Grace
- Lilan Bowden – Tia
- Devin Kawaoka – Charlie
- Rachel Stubington – Summer
- Lily Rabe – Meg
- Wendie Malick – Dr. Julie Baram
- Kimberly Condict – Wally
- Tilky Jones – Donny
- Asif Ali – Alan
- Miriam Flynn – Pam
- Gavin Lewis – Connor
- Neil Flynn – Raymond
- Brian Howe – Kip
- Brett Goldstein – Louis
- Courtney Taylor – Courtney
- Marla Gibbs – Gabys mor
- Damon Wayans Jr. – Derek